# Novitxok
Novitxok (en rus новичок: «Novençà, novell») són una sèrie d'agents nerviosos que es van desenvolupar a la Unió Soviètica en els anys 1970 i 1980. Algunes fonts els qualifiquen com els agents nerviosos més mortals que mai s'hagin fet, amb algunes variants possiblement 5-8 vegades més potent que el VX, encara que això mai ha estat provat.

## Desenvolupament de la família dels Novitxok
Fou Vil Mirzayanov el científic rus emigrat a EUA en la dècada de 1990, que declarà que el programa per desenvolupar nous tipus d'armes químiques va començar el 1973, alertant Occident de l'existència dels agents Novitxok per primera vegada. Deia que les proves de Novitxok-7 es van acabar amb èxit el 1993 -després de la signatura de la Convenció sobre les armes químiques, però abans que Rússia ratifiqués el tractat i quan entrés en vigor. Els científics russos que van desenvolupar els agents nerviosos afirmen que són els més mortals mai fabricats, amb algunes variants possiblement de cinc a vuit vegades més potents que el VX, i d'altres fins a deu vegades més potents que el soman.
Més de 200 químics i enginyers van participar en el desenvolupament d'aquestes armes.
Van ser dissenyats com a part d'un programa soviètic amb el nom de codi FOLIANT. Es creu que cinc variants de Novitxok han estat adaptades per a ús militar. El més versàtil és l'A-232 (Novitxok-5). Els agents de Novitxok no s'han utilitzat mai al camp de batalla. El govern del Regne Unit va determinar que es va utilitzar un agent novitxok en la intoxicació de Sergei i Yulia Skripal a Salisbury, Wiltshire, Anglaterra el març de 2018. Va ser confirmat per unanimitat per quatre laboratoris de tot el món, segons l'Organització per a la Prohibició d'Armes Químiques (OPCW). Novitxok també va participar en la intoxicació d'una parella britànica a Amesbury, Wiltshire, quatre mesos després, que es creu que va ser causada per un agent nerviós descartat després de l'atac de Salisbury. Els atacs van provocar la mort d'una persona, va deixar a altres tres en estat crític del qual es van recuperar i un agent de policia va haver de ser breument hospitalitzat. Rússia nega produir o investigar agents sota el nom Novitxok. (potencialment està documentat, produït i ordenat amb molt alt secret).
No obstant això, els Novitxok són coneguts per la majoria dels serveis secrets occidentals des de la dècada de 1990, i el 2016 químics iranians van sintetitzar cinc agents Novitxok per analitzar-los i van obtenir dades d'espectrografia de massa detallades que es van afegir a la base de dades de l'Organització per a la Prohibició d'Armes Químiques (OPCW). Anteriorment, no hi havia hagut descripcions detallades de les seves propietats espectrals a la literatura científica oberta. També es va afirmar que es va sintetitzar una petita quantitat d'agent A-230 a la República Txeca el 2017 amb el propòsit d'obtenir dades analítiques per ajudar a defensar-se d'aquests nous compostos tòxics.
Agents nerviosos del tipus Novitxok es produïren i patentaren en els EUA com armes químiques, la darrera patent data de l'u de desembre de 2015.
L'any 2018 a Salisbury es va tacar amb novitxok el pom de la porta de la casa de Sergei Skripal, un antic oficial d'intel·ligència militar rus que havia estat condemnat per càrrecs de traïció i després intercanviat amb l'oest. Skripal i la seva filla, Yulia, gairebé van morir en l'atac, per Dawn Sturgess, que vivia a Salisbury i no tenia cap connexió amb els Skripals, va morir en quedar exposada a l'agent nerviós.
Les autoritats alemanyes denunciaren que algun toxic Novitxok va ser utilitzat posteriorment per Rússia l'agost de 2020 per enverinar el líder de l'oposició i crític de Putin, Aleksei Navalni.

## Objectius de disseny
Els agents foren dissenyats per aconseguir quatre objectius:
- ser indetectable utilitzant equips estàndard de detecció de productes químics de l'OTAN;
- superar els equips de protecció química de l'OTAN;
- ser més segur de manejar; i
- evitar la llista de control de precursors i de classificació de formes químiques o físiques de la Chemical Weapons Convention.[26]

## Funcionament i ús
Alguns d'aquests agents són armes binàries, en què els precursors dels agents nerviosos es barregen en una munició per produir l'agent just abans del seu ús. Els precursors solen ser significativament menys perillosos que els propis agents, de manera que aquesta tècnica fa que la manipulació i el transport de municions sigui molt més senzill. A més, els precursors dels agents solen ser molt més fàcils d'estabilitzar que els mateixos agents, de manera que aquesta tècnica també permet augmentar la vida útil dels agents. Això té l'inconvenient que una preparació descuidada pot produir un agent no òptim. Durant els anys vuitanta i noranta, es van desenvolupar versions binàries de diversos agents soviètics que es designen com a agents "Novitxok"

## Història i divulgació
Segons una publicació de dos químics, Lev Fyodorov i Vil Mirzayanov al setmanari Moskovskiye Novosti el 1992, la Unió Soviètica i Rússia van desenvolupar armes químiques de quarta generació extremadament potents des dels anys setanta fins a principis dels noranta. La publicació va aparèixer just a la vigília de la signatura de Rússia de la Convenció sobre les armes químiques. Segons Mirzayanov, el Complex Químic Militar de Rússia (MCC) utilitzava diners per a la conversió de la defensa rebuts d'Occident per al desenvolupament d'una instal·lació de guerra química. Mirzayanov va fer la seva divulgació per qüestions ambientals. Va ser el cap d'un departament de contraintel·ligència i va realitzar mesures fora de les instal·lacions d'armes químiques per assegurar-se que els espies estrangers no poguessin detectar cap rastre de producció. Per al seu horror, els nivells de substàncies mortals eren vuitanta vegades superiors a la màxima concentració segura.
Segons testimonis d'experts, van veure tres científics preparar per al KGB, Novitxok i altres agents químics relacionats. La revelació de Mirzayanov va representar alta traïció per al govern rus.
Mirzayanov va ser arrestat el 22 d'octubre de 1992 i enviat a la presó de Lefortovo per divulgar secrets d'estat. Va ser alliberat més tard perquè "cap de les fórmules o noms de substàncies verinoses de l'article de ''Moscow News'' era nova per a la premsa soviètica, ni es van revelar les ubicacions ... dels llocs dels assajos". Segons Yevgenia Albats, "el secret d'Estat revelat per Fiodorov i Mirzayanov era que els generals havien mentit —i encara mentien— tant a la comunitat internacional com als seus conciutadans. Mirzayanov actualment resideix als Estats Units.
Es van fer més divulgacions quan Vladimir Uglev, un dels principals científics russos d'armes binàries, va revelar l'existència de l'A-232 / Novitxok-5 en una entrevista amb la revista Novoye Vremya a principis de 1994. En la seva entrevista de 1998 amb David E. Hoffman per al Washington Post, el químic va afirmar que va ajudar a inventar l'agent A-232, que era més resistent a les gelades, i va confirmar que s'ha desenvolupat una versió binària a partir d'aquest. Uglev va revelar més detalls el 2018, després de la intoxicació dels Skripals, afirmant que es van sintetitzar "diversos centenars" de compostos durant la investigació de Foliant però que només quatre agents van ser armats (presumiblement el Novitxok-5, −7, −8 i −9 mencionats per altres fonts): els tres primers eren líquids i només l'últim, que no es va desenvolupar fins al 1980, es va poder convertir en pols. A diferència de l'entrevista de vint anys abans, va negar que cap agent binari es desenvolupés amb èxit, almenys fins que la seva participació en la investigació va cessar el 1994. A la dècada de 1990, el Servei d'Informació Federal Alemany (BND) va obtenir una mostra d'un agent de Novitxok d'un científic rus, i la mostra es va analitzar a Suècia, segons un informe de Reuters del 2018. La fórmula química es va donar als països occidentals de l'OTAN, que van utilitzar petites quantitats per provar equips de detecció, de protecció i d'antídots.
Es va fer referència a Novitxok en una patent presentada el 2008 per a un tractament d'intoxicació per organofosforat. La investigació de la Universitat de Maryland, Baltimore va ser finançada parcialment per l'exèrcit dels Estats Units.
Leonid Rink, que va dir que havia fet la investigació de la tesi doctoral sobre els agents de Novitxok, va confirmar que els fets filtrats per Mirzayanov eren veritables. Leonid Rink va ser ell mateix condemnat a Rússia el 1994 per vendre il·legalment l'agent.
David Wise, en el seu llibre Cassidy's Run, implica que el programa soviètic pot haver estat el resultat no desitjat d'informació enganyosa, que implicava un programa americà interromput per desenvolupar un agent nerviós anomenat en clau "GJ", que va ser alimentat per un agent doble als soviètics com a part de l'Operació Shocker.

## Descripció dels agents Novitxok

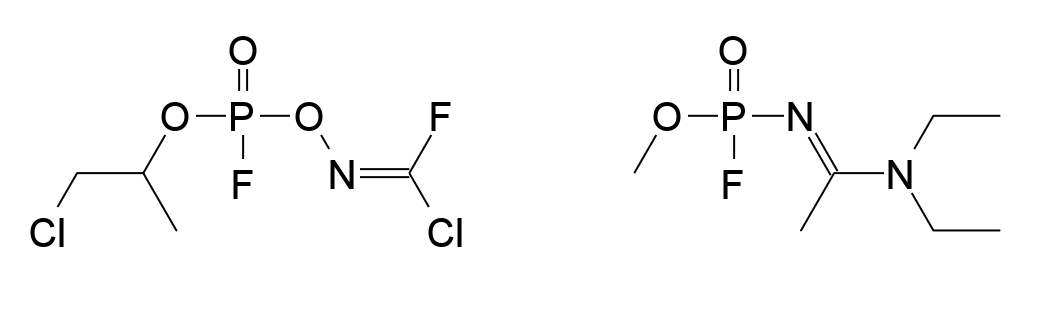
Exemples d'estructures declarades com a base dels agents Novitxok

Mirzayanov va proporcionar la primera descripció d'aquests agents. Dispersos en una pols ultra fina en lloc d'un gas o vapor, tenien unes qualitats úniques. Aleshores es va crear un agent binari que imitaria les mateixes propietats, però que seria fabricat amb materials que no són substàncies controlades segons la Convenció sobre Armes Químiques, o que no es podrien detectar mitjançant inspeccions preceptives dels tractats sobre armes. Els compostos més potents d'aquesta família, Novitxok-5 i Novitxok-7, són suposadament al voltant de cinc a vuit vegades més potents que el VX mentre que els últims agents Novitxok són les formes binàries de compostos com ara l'A-232 i A-234.

Exemple d'un derivat de Novitxok declarat, investigat a l'Iran en 2016

Segons un informe classificat (secret) pel Centre Nacional d'Intel·ligència Terrestre de l'Exèrcit dels Estats Units en el sumari Military Intelligence Digest del 24 de gener de 1997, l'agent designat A-232 i el seu anàleg etílic A-234 desenvolupat sota el programa Foliant "són tan tòxics com VX, tan resistents al tractament com el Soman, i més difícil de detectar i més fàcil de fabricar que VX ". Segons els informes, les versions binàries dels agents utilitzen acetonitril i un fosfat orgànic "que es pot disfressar de precursor de pesticides".
Mirzayanov proporciona estructures una mica diferents per als agents de Novitxok a la seva autobiografia de les que han estat identificades per experts occidentals.Deixa clar que es van fabricar un gran nombre de compostos i que molts dels derivats menys potents es van informar en la literatura oberta com a nous insecticides organofosfats, de manera que el programa secret d'armes químiques es podria disfressar de legítima investigació sobre pesticides.
L'agent A-234 també és suposadament cinc a vuit vegades més potent que l'agent VX.

## Mecanisme d'acció i efectes en animals
Com tot agent nerviós, el Novitxok pertany als inhibidors de l'acetilcolinesterasa organofosforats. Aquests compostos químics que inhibeixen l'enzim acetilcolinesterasa, bloquejant la descomposició normal del neurotransmissor acetilcolina. Concentracions d'acetilcolina després augmenten en les unions neuromusculars per causar la contracció involuntària dels músculs. Això porta a l'atur respiratori, cardíac i, finalment, la mort.
Com es pot veure amb altres intoxicacions amb organofosfats, els agents de Novitxok poden causar danys nerviosos duradors, cosa que provoca una incapacitat permanent de les víctimes, segons científics russos. El seu efecte en els humans es va demostrar amb l'exposició accidental d'Andrei Zheleznyakov, un dels científics implicats en el seu desenvolupament, al residu d'un agent de Novitxok no especificat mentre treballava en un laboratori de Moscou el maig de 1987. Va resultar afectat críticament; va trigar deu dies a recuperar la consciència després de l'incident. Va perdre la capacitat de caminar i va ser tractat en una clínica secreta de Leningrad durant tres mesos després. L'agent va causar danys permanents, amb efectes que incloïen "debilitat crònica als braços, una hepatitis tòxica que va donar lloc a cirrosi hepàtica, epilèpsia, períodes de depressió severa i una incapacitat per llegir o concentrar-se que el va deixar totalment discapacitat i incapaç de treballar." Mai es va recuperar i, després de cinc anys de deteriorament de la salut, va morir el juliol de 1992.
L'ús d'un fàrmac anticolinèrgic perifèric d'acció ràpida, com ara l'atropina, podria bloquejar els receptors d'acetilcolina on actua per prevenir l'enverinament (com és el tractament per a la intoxicació per altres inhibidors de l'acetilcolinesterasa, com ara el sarín). Això és però bastant perillós en si mateix.
L'exèrcit dels Estats Units ha finançat estudis sobre l'ús de galantamina juntament amb l'atropina en el tractament de diversos agents nerviosos, inclosos els agents Soman i Novitxok. Es va observar que es produïa una interacció sinèrgica inesperada entre la galantamina (administrada entre cinc hores abans i trenta minuts després de l'exposició) i l'atropina en una quantitat de 6 mg / kg o superior. L'augment de la dosi de galantamina de 5 a 8 mg / kg va disminuir la dosi d'atropina necessària per protegir els animals experimentals de la toxicitat del soman en dosis 1,5 vegades la DL50 (dosi letal en la meitat dels animals estudiats).Hi ha hagut afirmacions diferents sobre la persistència de Novitxok i precursors binaris a l'entorn. Una visió és que no es veu afectada per les condicions meteorològiques normals i pot no descompondre's tan ràpidament com altres organofosfats. No obstant això, Mirzayanov afirma que el Novitxok es descompon en un termini de quatre mesos.